# Zehawa Galon
Zehawa Galon (hebr.: זֶהָבָה גַּלְאוֹן, ang.: Zehava Gal-On, ur. 4 stycznia 1956 w Wilnie – izraelska polityk, w latach 1999–2009 oraz 2011–2018 poseł do Knesetu, przewodnicząca partii Merec.

## Życiorys
Urodziła się 4 stycznia 1956 w Wilnie, w ówczesnym ZSRR. W 1960 wyemigrowała wraz z rodziną do Izraela.
W wyborach parlamentarnych w 1999 po raz pierwszy dostała się do izraelskiego parlamentu. W wyborach w 2009 nie dostała się do parlamentu, powróciła jednak do Knesetu po rezygnacji Chajjima Orona w 2011 roku. Zasiadała w Knesetach XV, XVI, XVII, XVIII, XIX i XX kadencji.
22 października 2017 złożyła mandat poselski, w 20. Knesetcie zastąpił ją Mosi Raz. Zrezygnowała z ubiegania się o przewodnictwo w Merec w marcu 2018. Jest następczynią została Tamar Zandberg.

## Życie prywatne
Ma dwoje dzieci. Mieszka w Petach Tikwie.